# Eliza Hendricks

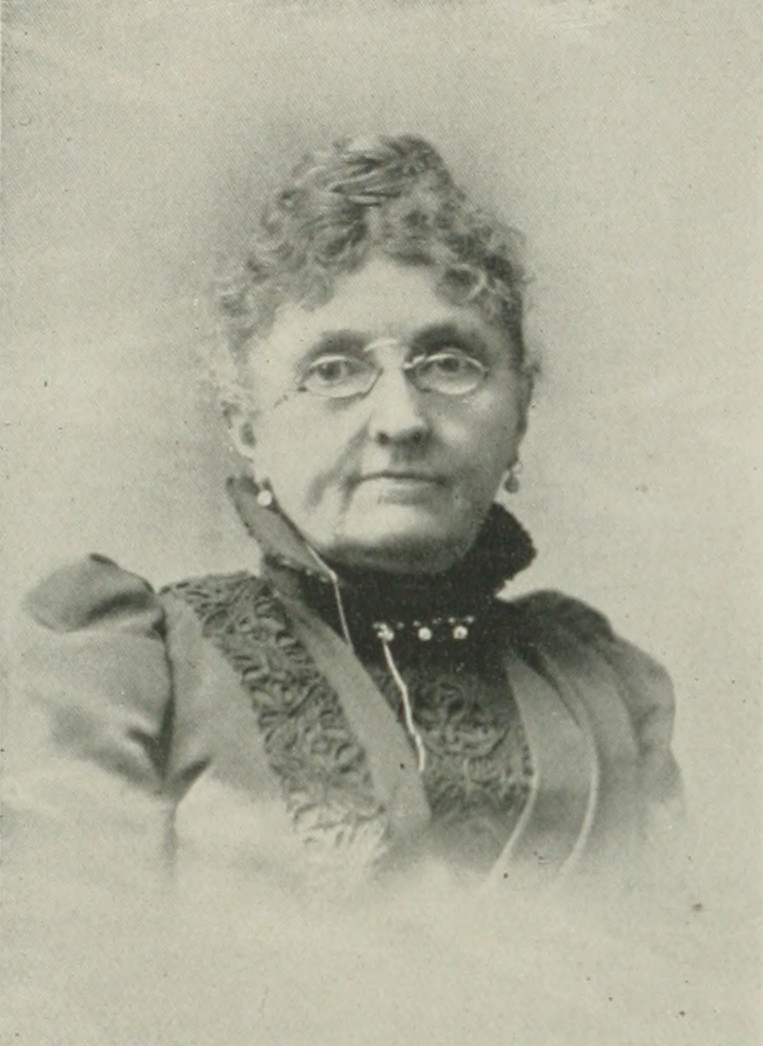
Eliza Hendricks (um 1893)

Eliza C. Hendricks (* 22. November 1823 nahe North Bend, Hamilton County, Ohio als Eliza C. Morgan; † 3. November 1903 in Indianapolis, Indiana) war als Ehefrau von Thomas A. Hendricks (1819–1885) von März 1885 bis zum Tod ihres Ehemannes Second Lady der Vereinigten Staaten. Daneben tat sie sich auch als Sozialaktivistin, Wohltäterin und Geschäftsfrau hervor.

## Leben
Eliza C. Morgan wurde 1823 als Tochter von Isaac Morgan auf dem Familiensitz der Morgans nahe North Bend in der ländlichen Umgebung von Cincinnati, Ohio, geboren. Ihr Großvater Stephens Wood gehörte zu den ersten Siedlern Ohios. Ihre Familie hatte verwandtschaftliche Verbindungen zu einigen der führenden Familien Cincinnatis. Am 26. September 1845 heiratete Morgan mit 21 Jahren den ebenfalls aus Ohio stammenden Anwalt Thomas A. Hendricks, mit dem sie zusammen in dessen nunmehrige Heimat Indiana zog, zunächst nach Shelbyville, später nach Indianapolis. Das einzige Kind der beiden, ein Sohn, starb im Kindesalter. Die zuvor methodistische Hendricks und ihr bis dahin presybteerianisch-calvinistischer Ehemann traten gemeinsam der Episkopalkirche bei. Während ihr Ehemann zunächst als Anwalt arbeitete und dann eine politische Karriere als Gouverneur von Indiana und als Vizepräsident der Vereinigten Staaten unter Grover Cleveland durchlief, war Hendricks Hausfrau, begleitete ihren Ehemann mitunter zu offiziellen Anlässen und beriet diesen vor politischen Entscheidungen. Zu ihren weiteren Interessen gehörten besonders der Anbau von Blumen sowie Tiere, in besonderem Maße Pferde.
Nach dem Tod ihres Ehemannes im November 1885 kehrte sie aus Washington, D.C. zurück nach Indianapolis; ihr Ehemann hatte ihr testamentarisch sein gesamtes Vermögen vermacht. In den nächsten Jahren übernahm sie somit auch die geschäftlichen Aktivitäten ihres Ehemannes, unter anderem im kalifornischen Bergbaugeschäft. Sie erwarb sich dabei den Ruf einer tüchtigen und talentierten Geschäftsfrau. Gleichzeitig setzte sie einen Umbau ihres Domizils um, der noch von ihrem Ehemann geplant worden war. Ferner sortierte sie die Dokumente im Nachlass ihres Ehemannes, um sie für die Nachwelt zu erhalten. Zudem machte sie sich einen Namen als Wohltäterin und Sozialaktivistin. Besondere Aufmerksamkeit erlangte das von ihr geleitete Projekt eines Prison for Women and Reform School for Girls, ein von Frauen für Frauen  geleitetes Gefängnis bzw. für Mädchen eine Erziehungsanstalt. Das Projekt wurde mit der Unterstützung der Legislative von Indiana in die Praxis umgesetzt; Hendricks stand dem Verwaltungsrat des Projektes als Präsidentin vor. Im Januar 1903 spendete sie 25.000 US-Dollar an das Hanover College für die Errichtung einer Universitätsbibliothek im Gedenken an ihren verstorbenen Ehemann, die heutige Thomas A. Hendricks Library. Mitte Oktober 1903 erlitt Hendricks eine Lähmung, durch die sich ihr Gesundheitszustand gravierend verschlechterte. Sie starb in den frühen Morgenstunden des 3. November 1903 in ihrem Zuhause in der 814 North Meridian Street in Indianapolis, gut drei Wochen vor ihrem 80. Geburtstag. Die New York Times würdigte sie in einer Todesmeldung als „Frau mit großem Lernwillen“, die „immerzu politisch interessiert“ gewesen sei.